# Шахта «Довжанська-Капітальна»
ДВАТ "Шахта «Довжанська-Капітальна». Входить до ДХК «Свердловантрацит». Розташоване у місті Довжанськ, Луганської області.
Стала до ладу у 1981 р. Вугілля марки А. Проектна потужність 4 млн т/рік.
Середньодобовий видобуток вугілля у 1982/1983 р. сягав 7614/9600 т/добу. Надалі відбувся спад видобутку до 430 тис. т/рік у 1997 р. З 1998 р. знову спостерігалося нарощення видобутку (у 2000 р. — 1 млн т). У 2003 р. видобуто 2272 тис. т вугілля.
Використовуються нові технічні рішення — комплекси КД-80, КД-90, 2КД-90. Промислові запаси на 01.01.2003 р. — 95 млн т.
Адреса: 94800, м. Довжанськ, Луганської обл.